# Excelsior, Minnesota
Excelsior là một thành phố thuộc quận Hennepin, tiểu bang Minnesota, Hoa Kỳ. Năm 2010, dân số của thành phố này là 2188 người.

## Dân số
- Dân số năm 2000: 2393 người.
- Dân số năm 2010: 2188 người.